# Marco Perperna (console 92 a.C.)
Marco Perperna (latino: Marcus Perperna, anche Perpenna) (... – 49 a.C.) è stato un politico e generale romano.

## Biografia
Figlio del console omonimo del 130 a.C., fu a sua volta eletto console nel 92 a.C. con Gaio Claudio Pulcro e successivamente censore nell'86 a.C..
Nel 90 a.C. fu legato del console Publio Rutilio Lupo durante la guerra sociale, anche se la sua partecipazione alla guerra non sembra molto rilevante.